# Mae Chaem (huyện)
Mae Chaem (tiếng Thái: แม่แจ่ม) là một huyện (‘‘amphoe’’) của tỉnh Chiang Mai phía bắc Thái Lan.

## Lịch sử
Huyện Mueang Chaem được lập năm 1908, bao gồm các tambon Mae Thap, Tha Pha, Chang Khoeng và Mae Suek được tách từ Chom Thong. Năm 1917, huyện được đổi tên thành Chang Khoeng do văn phòng huyện đóng ở tambon đó. Năm 1938, huyện bị giáng cấp xuống thành tiểu huyện (King Amphoe) thuộc Chom Thong. và năm 1939 được đổi tên thành Mae Chaem. Năm 1956, tiểu huyện được nâng cấp thành huyện.

## Địa lý
Các huyện giáp ranh là (từ phía đông theo chiều kim đồng hồ) Samoeng, Mae Wang, Chom Thong và Hot của tỉnh Chiang Mai, Mae Sariang, Mae La Noi, Khun Yuam, Mueang Mae Hong Son và Pai của tỉnh Mae Hong Son.

## Hành chính

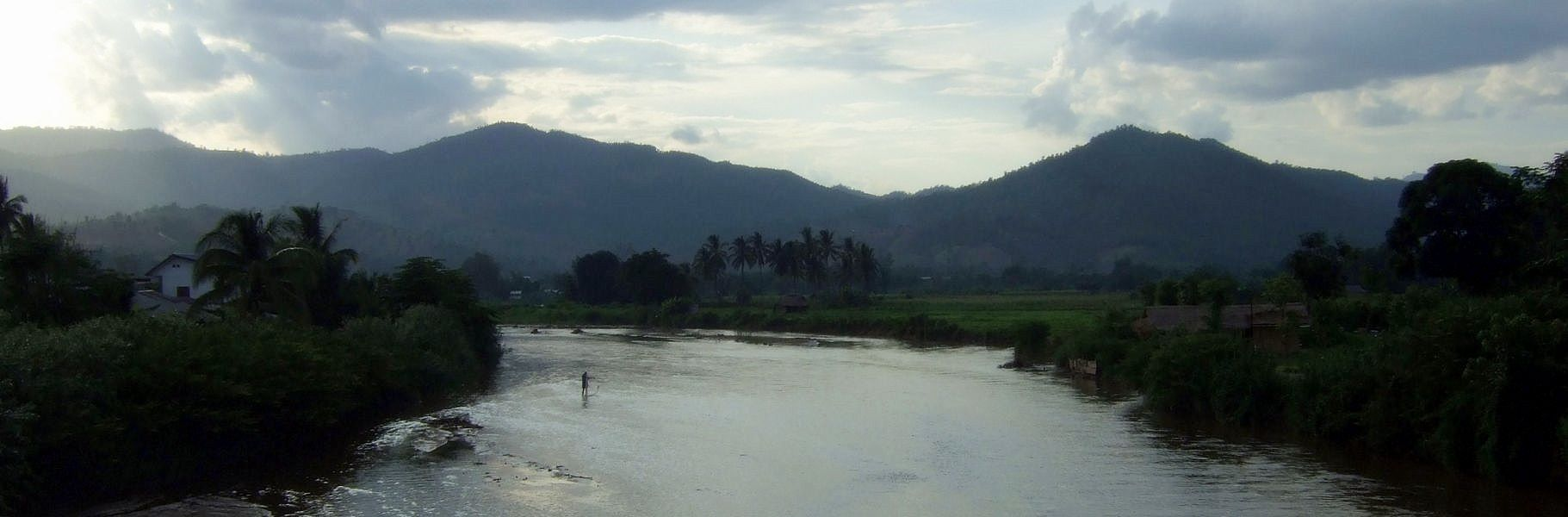
Dòng sông đi qua thị trấn Mae Chaem

Huyện này được chia thành 10 phó huyện (tambon), các đơn vị này lại được chia thành 131 làng (muban). Mae Chaem là thị trấn (thesaban tambon) nằm trên một phần lãnh thổ của tambon Chang Khoeng. Ngoài ra có 10 Tổ chức hành chính tambon (TAO).
| Số TT | Tên          | Tên tiếng Thái | Số làng | Dân số |  |
| ----- | ------------ | -------------- | ------- | ------ |  |
| 1.    | Chang Khoeng | ช่างเคิ่ง         | 19      | 10.778 |  |
| 2.    | Tha Pha      | ท่าผา           | 14      | 4.921  |  |
| 3.    | Ban Thap     | บ้านทับ          | 13      | 6.321  |  |
| 4.    | Mae Suek     | แม่ศึก           | 17      | 11.349 |  |
| 5.    | Mae Na Chon  | แม่นาจร         | 19      | 9.867  |  |
| 6.    | Ban Chan     | บ้านจันทร์        | 9       | 3.578  |  |
| 7.    | Pang Hin Fon | ปางหินฝน        | 14      | 6.911  |  |
| 8.    | Kong Khaek   | กองแขก         | 12      | 6.043  |  |
| 9.    | Mae Daet     | แม่แดด          | 7       | 3.275  |  |
| 10.   | Chaem Luang  | แจ่มหลวง        | 7       | 3.481  |  |